# Lisa Tomaschewsky
Lisa Tomaschewsky (nascuda a Itzehoe, Slesvig-Holstein, Alemanya) el 22 juliol 1988) és una actriu i model alemanya. que ha treballat per diferents marques prestigioses i per a la revista Playboy essent la Playmate del mes de febrer de 2009.Com a actriu, destaca la seva participació en diferents telenovel·les alemanyes i en la producció estatunidenca i alemana Deutschland 83 on interpretava el paper d'una jove filla d'un general de l'Alemanya Occidental.

## Filmografia
- 2011: Verbotene Liebe
- 2011: Dau Summe meiner einzelnen Teile
- 2013: Küstenwache – (Episodi: Ostsee)
- 2013: Polizeiruf 110 – (Episodi:Laufsteg en den Tod)
- 2013: Heute galleda ich ros
- 2014: Audrey
- 2014: Frühlingsgeflüster
- 2014: SOKO Leipzig
- 2015: Alles Verbrecher – (Episodi:Leiche im Keller)
- 2015: Dau Wallensteins
- 2015: Deutschland 83